# Pseudartonini
Pseudartonini è una tribù appartenente alla famiglia Araneidae dell'ordine Araneae della classe Arachnida.
Il nome deriva dal greco ψεῦδος, psèudos, cioè errore, inganno, falsità, falso e dal genere Artonis, con cui ha varie affinità, ma se ne differenzia abbastanza da costituire una tribù a sé stante; in aggiunta il suffisso -ini che designa l'appartenenza ad una tribù.

## Tassonomia
Al 2007, la tribù si compone di un genere:
- Pseudartonis SIMON, 1903